# Adolf Finze
Adolf Finze (* 1833 in Lobositz an der Elbe; † 5. Februar 1905 in Kalsdorf bei Graz) war ein österreichischer Unternehmer.

## Frühe Jahre
Adolf Finze wurde als Sohn eines Gastwirtes im Jahre 1833 in Lobositz an der Elbe, im damaligen österreichischen Kronland Böhmen geboren. Er studierte Maschinenbau an der Prager und Wiener Technischen Hochschule, wandte sich nach Absolvierung seiner Studien in das damals österreichische Oberitalien und ging schließlich nach Frankreich, um durch praktische und manuelle Arbeit seine Kenntnisse zu erweitern. 
Danach kam er als Marineingenieur zur österreichischen Kriegsmarine, schied aber zwei Jahre nach seiner Heirat, die 1866 erfolgte, aus der Marine aus und siedelte sich in Knittelfeld, dem Sitz des steirischen „Eisen-Adels“ an. Noch im selben Jahr gründete er dort mit bescheidenen Eigenmitteln und unter wesentlicher Mithilfe seines Schwiegervaters Franz Kappel, eine Draht- und Drehstiftefabrik. Finze führte das Unternehmen derart geschickt, dass 1878 die Produktion auf die Herstellung von Schrauben und Niete erweitert werden konnte. Den guten Ruf, den sich die Firma Adolf Finze, wie sie sich damals nannte, erwerben konnte, nutzte Ing. Finze und leitete die Expansion des Unternehmens in die Wege. 
Die ungünstigen Raumverhältnisse im Werk Knittelfeld bewogen ihn, sich nach einem gänzlich neuem Standort für sein Unternehmen umzusehen. In Knittelfeld verblieb lediglich Karl Finze, ein Verwandter, der sich als Gastwirt und Bierbrauer betätigte. Den Einsturz seines Sudhauses im Jahre 1904 verkraftete der Mann nicht. Der Gasthof wurde abgetragen und an seiner Stelle eine Sparkasse errichtet.

## Umzug nach Kalsdorf
Ing. Adolf Finze aber wandte sich nach Kalsdorf bei Graz, wo er im Jahre 1893 von den Brüdern Rubinstein ihre gänzlich heruntergekommene Pappfabrik und Holzschleiferei, die Heinrichsmühle, erwarb. Für Finze war diese Liegenschaft deshalb erstrebenswert, weil die Nutzung der Wasserkraft des bei der Mühle naturgemäß vorhandenen Mühlganges keinerlei Probleme darstellte und ein Gebäude (das Hauptgebäude der alten Fabrik, die umgebaute Heinrichsmühle) bereits bestand. Hand in Hand mit den notwendigen Umbauten erfolgte Finzes Übersiedlung nach Kalsdorf und bereits im Jahre 1895 konnte der Betrieb in vollem Umfang aufgenommen werden.

## Tod
Er wurde am 8. Februar 1904 in den Heimatverband der Gemeinde Kalsdorf aufgenommen. Nach einem überaus regen Arbeitsleben verstarb er am 5. Februar 1905 im Alter von 72 Jahren in Kalsdorf bei Graz. Seinen Söhnen, Adolf Finze jun. und Dr. Julius Finze hinterließ er ein vorzüglich organisiertes Unternehmen, das in voller wirtschaftlicher Blüte stand. Die Adolf-Finze-Gasse in Kalsdorf wurde nach ihm benannt.